# 関西ウォーカー
『関西ウォーカー』（かんさいウォーカー、Kansai Walker）は、日本の出版社・KADOKAWAが刊行している、関西地方を対象とする広域タウン情報誌である。

## 概要
1994年6月に『東京ウォーカー』の姉妹誌として創刊。ウォーカー誌では東京に続く2誌目の創刊であった。創刊号は記録的実売を記録したとされる。
表紙については東京ウォーカーなどと同様、旬のタレントを起用している（東京ウォーカー#表紙参照）。
判型はA4変型であったが、2009年6月23日発売号からA4正寸にやや拡大している。
編集者が実名でTwitterアカウントを明示した記事が特徴で、関西ウォーカーTVなどのUSTREAM番組配信や、他媒体への編集マンのゲスト出演も多く、競合他誌に先駆け双方向メディア社会に順応している傾向にある。そのためか、Facebookなどでも編集マン同士の厳しくも和気藹々とした職場風景が多く見受けられる。
姉妹誌である東京ウォーカーが2015年6月20日発売号（7月号）より月刊化されたのに伴い、現在刊行しているWalker誌では唯一の隔週刊誌となっていた。
2019新型コロナウイルスの感染拡大により、2020年4月14日発売号の発行後に約3ヶ月休刊。同7月20日発売の8月号より月刊誌に変更して再開された。
2021年9月18日発売の10月号をもって月刊での発行を終了し、以降は不定期刊行となる。

## 販売エリア
大阪府、京都府、兵庫県、奈良県、和歌山県、滋賀県で販売している。また、その他の地域でも大型書店で購入可能である。

## テレビ番組表
左から順にNHK総合、MBSテレビ、ABCテレビ、関西テレビ、読売テレビ、テレビ大阪の順にフルサイズで掲載。隣にNHK Eテレを小サイズで、サンテレビ、KBS京都をハーフサイズで掲載。